# Jack Daniel

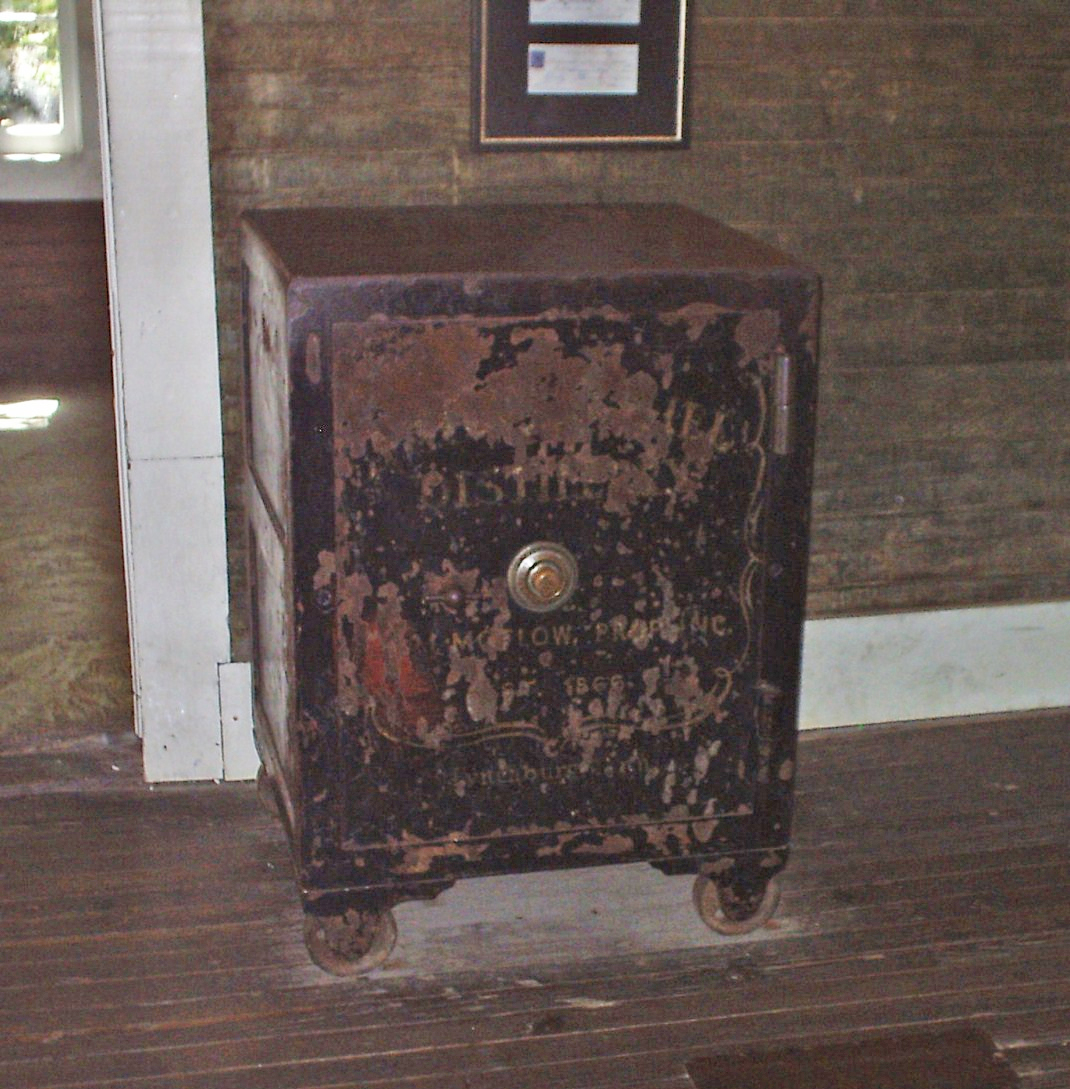

Jasper Newton "Jack" Daniel, född 5 september 1850 i Lynchburg, Tennessee, död 10 oktober 1911 i Lynchburg, var en amerikansk spritproducent och grundare av Jack Daniel's. Jack Daniel var ett av Calaway Daniel och Lucinda Cooks tretton barn. Jack Daniels farföräldrar utvandrade till Amerika i slutet av 1700-talet. Hans farfar Joseph "Job" Daniel föddes i Wales, medan hans mormor, Elizabeth Calaway föddes i Skottland. Han var av walesisk, engelsk, Ulster-irländsk och skotsk härkomst.
Jack Daniel föddes enligt destilleriet i september 1850. Exakt när vet man inte då tingshuset förstördes i en brand och därmed födelsebeviset. Det finns även de källor som säger att han föddes 1849 eller 1846. 2004 utgavs Peter Krass bok "Blood & Whiskey: The Life and Times of Jack Daniel" där han har källor som uppger att Daniel föddes den 5 september 1846 och att hans mor troligtvis dog 1847, vilket utesluter de andra årtalen.
Jack Daniel växte efter moderns död upp hos en vän till familjen och blev tidigt introducerad i sprittillverkning när han började hos Dan Call, som förutom sprittillverkare även var pastor och butiksägare. Enligt de flesta källor köpte han den utrustningen som Dan använde för att tillverka spriten med redan som 17-åring, och registrerade tre år senare (1866) sitt destilleri, vilket gör det till USA:s äldsta registrerade. Men även här går källorna isär. Peter Krass påstår i sin bok att destilleriet registrerades 1875, enligt papper han hittat från när marken registrerades. Jack Daniel var då 31 år gammal.
Eftersom Daniel aldrig gifte sig och inte hade några barn, tog han sin favoritbrorson, Lem Motlow, under sina vingars skydd. Motlow hade huvud för siffror och gjorde snart all Jack Daniel's-destilleriets bokföring. På grund av sviktande hälsa lämnade Daniel destilleriet till Motlow 1907.
Daniel dog av blodförgiftning i Lynchburg 1911. Infektionen började i en tå, som Daniel skadade då han i ilska sparkade på sitt kassaskåp när han inte kunde öppna det en tidig morgon på kontoret. Han hade alltid haft problem att komma ihåg kombinationen. Skadan förvärrades och 1909 svartnade tån och benet fick amputeras i fyra omgångar upp till låret innan han avled den 10 oktober 1911. Hans sista ord var: "En sista drink, tack". Denna incident var föremål för en försäljningsaffisch som används i Londons tunnelbana i januari 2006, med raden "Moral: Gå aldrig tidigt till jobbet". Hans död har skildras i tv-kanalen Spikes program 1000 Ways to Die ("1000 sätt att dö").